# Mieczysław Bogucki
Mieczysław Adam Bogucki (ur. 10 listopada 1884 w Łodzi, zm. 8 lutego 1965 w Warszawie) – polski zoolog, fizjolog, hydrobiolog, współorganizator badań z dziedziny biologii morza w Polsce, profesor Instytutu Biologii Doświadczalnej im. M. Nenckiego PAN.

## Życiorys
Urodził się w licznej rodzinie urzędnika kolejowego Tadeusza Boguckiego (1842–1908) i Klaudyny z Przeradzkich (1849–1941).
Naukę rozpoczął w filologicznym gimnazjum łódzkim, skąd został relegowany za uczestnictwo w przygotowaniach do strajku szkolnego. Egzamin maturalny zdał jako ekstern w Moskwie w 1900 r. Następnie w latach 1905–1907 podjął studia przyrodnicze na Uniwersytecie Jagiellońskim, m.in. pod kierunkiem prof. Emila Godlewskiego młodszego. Aresztowany za swą działalność w PPS, spędził ponad pół roku w warszawskich więzieniach, po czym, zmuszony wyjechać z kraju, ukończył studia przyrodnicze w Paryżu w 1911 r.
Po powrocie do kraju w 1912 r. objął asystenturę w Zakładzie Biologii i Embriologii na Uniwersytecie Jagiellońskim. W roku 1914 ukazała się drukiem rozprawa jego autorstwa pt.: La régénération du testicule de la salamandre, za którą dwa lata później, w 1916 r. uzyskał tytuł doktora filozofii UJ.
Półtoraroczna przerwa w pracy naukowej spowodowana była wybuchem I wojny światowej. W tym czasie, w latach 1914–1915, po przeszkoleniu w Szkole Podchorążych Legionów Polskich w Marmaros-Sziget, Bogucki pełnił służbę wojskową najpierw w 2, a następnie 4 pułku piechoty Legionów. 20 sierpnia 1915 roku razem z Władysławem Orkanem został awansowany na chorążego.
Uzyskawszy doktorat, wyjechał do Warszawy, gdzie w latach 1917–1919 był starszym asystentem w Zakładzie Histologii i Embriologii Uniwersytetu Warszawskiego. W 1919 r. Bogucki związał się z Instytutem im. M. Nenckiego zostając asystentem w Zakładzie Fizjologii i jednocześnie pełniąc funkcję sekretarza Instytutu. W 1920 r. na krótko przerwał swą działalność naukową, wracając do służby wojskowej na czas wojny polsko-bolszewickiej.
Powróciwszy do pracy w Instytucie, podjął też pracę dydaktyczną, wykładając embriologię na Wolnej Wszechnicy Polskiej (w latach 1920–1921) i na Wydziale Lekarskim Uniwersytetu Stefana Batorego w Wilnie (1922). W 1928 r. habilitował się na Uniwersytecie Warszawskim ogłaszając pracę Badania nad przepuszczalnością błon oraz ciśnieniem osmotycznem jaj ryb łososiowatych. W latach 1928–1934 był docentem w Zakładzie Fizjologii Instytutu im. M. Nenckiego.
W 1932 r. Bogucki podjął się z ramienia Instytutu im. M. Nenckiego zorganizowania Stacji Morskiej w Helu (później w Gdyni), która miała na celu rozszerzenie badań hydrobiologicznych w Polsce. W 1934 r. wyjechał w związku z tym w podróż zagraniczną, zwiedzając funkcjonujące już wówczas biologiczno-morskie placówki badawcze w Europie, m.in. w Neapolu, Plymouth, Roscoff, Bergen i na Helgolandzie. Podróż ta zaowocowała opracowaniem projektu nowego budynku Stacji Morskiej, zlokalizowanego w Gdyni, który został oddany do użytku w 1938 r. Pracami Stacji Morskiej Bogucki kierował jako dyrektor formalnie do 1945 r., łącząc tę funkcję z pełnieniem obowiązków dyrektora Instytutu im. M. Nenckiego w latach 1934–1939.
Okres II wojny światowej Mieczysław Bogucki przeżył w Warszawie, pracując w latach 1939–1944 formalnie jako szklarz i urzędnik szpitalnictwa. Uczestniczył też w tajnym nauczaniu, prowadząc wykłady z fizjologii dla studentów medycyny.
W 1945 r. powrócił do Gdyni, aby wznowić działalność Stacji Morskiej i od tegoż roku pełnił funkcję kierownika Morskiego Laboratorium Rybackiego (pod tą nazwą wznowiła działalność Stacja) oraz kierownika jego Zakładu Ichtiologii. W 1947 r. wykładał też biologię ogólną na Akademii Medycznej w Gdańsku. W 1949 r. Morskie Laboratorium Rybackie utraciło samodzielność i zostało włączone do  Morskiego Instytutu Rybackiego, w którym prof. Bogucki nadal kierował Działem Ichtiologii. W 1951 r. w wyniku ówczesnych represji politycznych został zwolniony z Morskiego Instytutu Rybackiego i przeniesiony na emeryturę. Wówczas ponownie znalazł zatrudnienie w Instytucie im. M. Nenckiego, który w owym czasie reaktywował swą działalność w Łodzi. Pracując w Instytucie jako samodzielny pracownik naukowy, Bogucki uzyskał tytuł profesora i w 1954 r. objął stanowisko profesora nadzwyczajnego, a następnie profesora zwyczajnego w 1959 r. W latach 1963–1965 przewodniczył Radzie Naukowej Instytutu.
Zmarł 8 lutego 1965 r. w Warszawie. Pochowany został na cmentarzu Powązkowskim (kwatera PPRK-1-200).

## Badania naukowe
Pierwsza publikacja prof. Boguckiego (1914) dotyczyła regeneracji męskiego gruczołu płciowego u wykastrowanej salamandry. Kolejne dotyczyły sztucznej partenogenezy, którą badał na przykładzie płazów i szkarłupni, wykazując w nich rolę bodźców mechanicznych jako inicjatorów partenogenezy traumatycznej oraz możliwość jej wywołania w wyniku kontaktu komórek pochodzących z różnych organów badanych zwierząt z niezapłodnionymi jajami (1921–1926). Następnie prof. Bogucki rozpoczął badania z zakresu fizjologii ekologicznej, skupiając się na zagadnieniu przystosowań zwierząt do życia w wodach słonawych. Ich wynikiem były prace o osmoregulacji w jajach ryb łososiowatych i jeżowców, prace dotyczące skorupiaków (badania regulacji ciśnienia osmotycznego i składu mineralnego hemolimfy podwoja oraz składu mineralnego krwi u raka rzecznego) powstałe w latach 1928–1933. Badał też rozwój i biologię rozrodu chełbi modrej.
Powojenne badania prof. Boguckiego dotyczyły również biologii zwierząt słonawowodnych, szczególnie nereidy różnokolorowej i podwoja wielkiego. Szereg prac poświęconych nereidzie dotyczyło jej rozrodu, rozwoju, etologii i ekologii oraz zdolności adaptacyjnej do życia w wodach słonawych i słodkich (prace z lat 1951–1963). Badania dotyczące podwoja, prowadzone w latach 1931–1956, również koncentrowały się na jego rozrodzie i osmoregulacji. Ich podsumowaniem były dwie monografie: Nereida (1951) i Podwój (1956).

## Dorobek naukowy
Profesor Mieczysław Bogucki był autorem i współautorem ponad 40 opublikowanych prac, m.in.:
- Bogucki M. (1914): La régénération du testicule de la salamandre, Bull. Acad. Sci. Cracovie, Cl. Sci. Mat.-Nat. Sér. B – Sci. Nat., 1914B, 817–826,
- Bogucki M. (1921): Przyczynek do analizy dzieworództwa traumatycznego, Pr. Zakł. Fizjol. Inst. M. Nenckiego, 1, no. 6, 1–12,
- Bogucki M. (1928): Badania nad przepuszczalnością błon oraz ciśnieniem osmotycznem jaj ryb łososiowatych, Acta Biol. Exp., 2, no. 6, 19–46,
- Bogucki M. (1930): Recherches sur la perméabilité des membranes et sur la pression osmotique des œufs des salmonides, Protoplasma, 9, 345–369,
- Bogucki M. (1932): Recherches sur la régulation osmotique chez l'Isopode marin, Mesidotea entomon L., Arch. Int. Physiol., 35, 197–213,
- Bogucki M. (1953): Rozród i rozwój wieloszczeta Nereis diversicolor (O.F. Müller) w Bałtyku, Pol. Arch. Hydrobiol., 1, 251–270,
- Bogucki M., Wojtczak A. (1964): Content of body water in Nereis diversicolor (O.F. Müller) in various medium concentrations, Pol. Arch. Hydrobiol., 12, 125–143.

Prace naukowe prof. Boguckiego weszły do literatury światowej: omawiał je m.in. embriolog Albert Dalcq w swojej książce pt.: Les Bases physiologiques de la fécondation et de la parthénogénèse (Paris 1928), Joseph Needham [w:] Chemical embryology (New York 1931) i Biochemistry of morphogenesis (Cambridge 1942) czy noblista August Krogh w: Osmotic regulation in aquatic animals (Cambridge 1939).
Prof. Bogucki był również redaktorem naczelnym „Polskiego Archiwum Hydrobiologii” w latach 1953–1965, „Acta Biologiae Experimentalis” w latach 1956–1961 i „Polskiej Bibliografii Analitycznej PAN, Dział: Biologia” w latach 1955–1957.
Pełnił funkcję przewodniczącego Komitetu Hydrobiologicznego PAN (1955–1960) oraz Sekcji Biologicznej Komitetu Badań Morza PAN (1960–1963).
Był członkiem wielu towarzystw naukowych: Towarzystwa Naukowego Warszawskiego, Łódzkiego Towarzystwa Naukowego, Gdańskiego Towarzystwa Naukowego, Polskiego Towarzystwa Fizjologicznego, Polskiego Towarzystwa Zoologicznego, Polskiego Towarzystwa Biochemicznego, International Association of Theoretical and Applied Limnology (Societas Internationalis Limnologiae)oraz członkiem honorowym  Polskiego Towarzystwa Hydrobiologicznego. W latach 1934–1939 reprezentował Polskę w Międzynarodowej Radzie Badań Morza (International Council for Marine Research; właśc.: International Council for the Exploration of the Sea) z siedzibą w Kopenhadze. Ponownie uczestniczył w jej pracach w latach 1946–1947 jako ekspert Delegacji Rządu Polskiego.
Profesor Bogucki za swe zasługi i działalność naukową otrzymał Nagrodę naukową m. Gdańska.

## Ordery i odznaczenia
- Krzyż Niepodległości (18 października 1932)[17]
- Krzyż Oficerski Orderu Odrodzenia Polski (11 listopada 1937)[18]
- Złota odznaka honorowa „Zasłużony Pracownik Morza”

## Życie prywatne
Żoną Mieczysława Boguckiego była Wanda z domu Derke (1882–1965). Z tego małżeństwa urodziło się czworo dzieci: Magdalena (1911–1989, psycholog), Janusz (1916–1995, krytyk sztuki), Anna (1916–2007, pielęgniarka; jej mężem był Zygmunt Tadeusz Mulicki, 1908–1965, ichtiolog, ekolog, oceanobiolog) i Andrzej (1924–1945, zmarł na gruźlicę).